# Limerick
Limerick (în irlandeză Luimneach) este un oraș în Irlanda și capitala comitatului Limerick.

## Oameni faimoși din Limerick
- Peter Woulfe (1727 - 1803), chimist;
- Eamon de Valera (1882 - 1975), fost președinte a Irlandei;
- Richard Harris (1930 - 2002), actor, cântăreț;
- Michael D. Higgins (n. 19410, politician, președinte al Irlandei;
- Pat Cox (n. 1952), președintele Parlamentului European, 2002-2004;
- Dolores O'Riordan (1971 - 2018), vocalista trupei The Cranberries;
- Steve Finnan (n. 1976), fotbalist;
- Becky Lynch (n. 1987), luptătoare de wrestling.